# Thermoanaerobacteraceae
Thermoanaerobacteraceae (talvolta erroneamente scritto Thermoanaerobacteriaceae) è una famiglia di batteri appartenente all'ordine Thermoanaerobacterales.